# Europese muntslang
De Europese Muntslang (1972–1978) was een economisch hulpmiddel met voor elke munt een tussenkomstdrempel bij de verkoop en een tussenkomstdrempel bij de aankoop. Dus kan een munt ten opzichte van een andere munt slechts met ongeveer 2,25 % schommelen rond zijn bilaterale gelijkheid. Dit hulpmiddel mag niet verward worden met het Europese muntsysteem waarvan het de voorloper is.

## Voorgeschiedenis
De oorsprong van de EM vangt in feite aan in 1944 met het systeem van Bretton Woods, wanneer tientallen staten beslissen dat, wanneer de oorlog eindigt, de nieuwe wereldeconomie er zal komen met de hulp van de Verenigde Staten en de wisselkoersen gebaseerd zullen zijn op de Amerikaanse dollar.
Deze bijzondere status van de Amerikaanse munt verleende een uitzonderlijk voorrecht aan de Verenigde Staten, want deze konden toen hun importbetalingen uitvoeren in de nationale munt, terwijl de rest van de wereld voor zijn aankopen de nodige deviezen moest verwerven. Om deze kostbare dollars te verwerven hebben de andere landen dus geen andere keus dan te exporteren. Dit geldt voornamelijk voor de West-Europese landen en Japan. Anderzijds is het voor de Verenigde Staten eenvoudig om hun aankopen te financieren door dollars te produceren. In Amerika ontstaat de gewoonte tot overconsumptie van ingevoerde producten, met in  elk geval altijd meer consumptie dan de werkelijke toestand zou toelaten. Dit maakt het systeem meer en meer kwetsbaar.
Hoewel de Verenigde Staten zich ertoe hadden verbonden om de omwisselbaarheid van de dollar in goud te waarborgen voor 35 dollar per ounce, geven zij deze omwisselbaarheid in 1971 eenzijdig op. Vanaf nu af zal de koers van de dollar vrij schommelen ten opzichte van andere deviezen. Aldus ontstaat een nieuw systeem van drijvende gelijkheid waaruit het Europees Monetair Systeem ontstond. In de jaren 1970 verkopen dollareigenaars dollars om goud en andere deviezen te kopen; hierdoor stijgt de koers van het goud en daalt de koers van de dollar.
De sterkste deviezen zijn die van landen die hun productieapparaat op de uitvoer kunnen richten. Dit blijken vooral West-Duitsland en Japan te zijn en leidt in die landen tot een bloeiende en gezonde economie, en een positieve economische balans. De toenemende kracht van hun deviezen veroorzaakt paradoxaal genoeg dat ze hun competitiedrift verliezen en de export bemoeilijken met de bedreiging van verschillende sectoren van hun economie, waarvan 20 tot 30% van de werknemers afhankelijk is. Deze druk maakt dat ze nog meer inspanningen moeten doen om hun productiviteit te verhogen, het productengamma uit te breiden en de kwaliteit te verhogen om de gefortuneerdste en meest veeleisende consumenten te verleiden.
Nochtans heeft deze politiek zijn eigen limieten. Voor West-Duitsland bijvoorbeeld bestaat het risico dat de voornaamste exportlanden niet langer toegankelijk zijn, want hun munten stijgen minder snel dan de dollar en dalen relatief ten opzichte van de Duitse mark.

## Oprichting
De Europese muntunie ontstond in 1972. Daarmee erkende men dat in West-Europa al 15 jaar (sinds 1957) een echte gemeenschap van economische belangen bestaat, en dat deze landen voor elkaar zowel belangrijke klanten als belangrijke leveranciers zijn.
Deze landen geven er zich rekenschap van dat ze niet meer het risico willen lopen dat hun handelsbetrekkingen afhankelijk zijn van speculatie op een of meer van hun munten. Met de ondertekening van dit pact besluiten de landen om hun munten in overleg te laten schommelen met behoud van enigszins stabiele verhoudingen tussen de munten (een maximale schommeling van +/- 2,5%). Zo sturen ze de boodschap naar de speculanten: wie de Duitse mark wil verhogen moet tegelijkertijd ook de andere munten van het Europees Muntsysteem laten stijgen.

## Geschiedenis
De Amerikaanse dollar bleef van 1972 tot 1978 echter verder dalen, waardoor de deviezen het begaven, de een na de ander. De Franse frank verliet tweemaal de Muntunie, in 1974 en in maart 1976, want zelfs met een waardering ten opzichte van de dollar van 5,50 tot minder dan 4,00 was de afwijking nog belangrijker ten opzichte van de Duitse munt. Het Britse pond moest in 1976 een devaluatie van 30% doorvoeren.
De economische problemen in de periode 1977–1978 zijn belangrijk: algemene inflatie, crisis in de staalindustrie, instorting van de dollar, die van maart 1977 tot maart 1978 een verlies noteert van 12,34% (van DM 2,35 naar DM 2,09) terwijl de Amerikaanse handelsbalans een tekort van 31 miljard dollar vertoont voor 1977. De Amerikaanse regering ondersteunt zijn munt niet en de monetaire instabiliteit is begin 1978 veralgemeend. De toestand is zo ernstig dat de uitwisseling binnen de Europese Gemeenschap voortaan wordt bedreigd. De Europese munten moeten de een na de ander de Europese monetaire unie verlaten.
- De Franse frank maakt opnieuw een duik op het moment van de wetgevende campagne van maart 1978.
- De Italiaanse lire kent meer en meer schommelingen vanwege de regeringsdeelname van de communisten.
- Het Britse pond is ook na de devaluatie van 1987 nog altijd erg zwak.

## Ondergang en overgang naar het EMS
De noodzaak dringt zich op voor een nieuw systeem dat een verhoging van de Duitse mark kan tegenhouden door deze te binden aan de minder krachtige valuta van de voornaamste Duitse handelspartners. Op 27 oktober 1977 stelt Roy Jenkins, de Britse voorzitter van de Europese Commissie, in Florence voor om een grote slag te slaan door één munt en een gemeenschappelijk budget te creëren voor de negen lidstaten. Dit budget zou 10% van elk bruto binnenlands product bedragen, want hij is van mening dat een beleid van kleine stappen niet tot vooruitgang zou leiden.
De nieuwe formule, vastgesteld na harde onderhandelingen, treedt in werking op 13 maart 1979; dit is het Europese Muntsysteem. Rekening houdend met de ervaring opgedaan met de Muntunie zijn de twee belangrijkste technische veranderingen:
- De deviezen in het nieuwe systeem nemen de ECU als referentie, een gemiddeld mandje van munten van de deelnemende landen, de waarden gewogen naar het economisch gewicht van elk land.
- De onderlinge schommelingen van de deviezen, die onuitvoerbaar gebleken was; aldus wordt de nieuwe schommeling van 1,125% bepaald ten opzichte van het mandje. Elke munt schommelt ten opzichte van het gemiddelde van de andere munten.